# 善光寺 (郡上市)
善光寺（ぜんこうじ）は岐阜県郡上市八幡町柳町にある毘沙門天を本尊とする鞍馬弘教の寺院。
天台宗白山長滝寺の寺坊、持善坊として建立される。創建年寺は不詳。元徳2年（1330年）に退転したという。永禄年間に意清和尚が再興したものの衰退したとみられ、天保13年（1842年）に良憲が再興している。明治25年（1892年）に郡上八幡城跡の現在地に移転した。明治34年（1901年）に善光寺から阿弥陀如来像を招いて善光寺と改名する。昭和24年（1949年）に仏教会館を建立する。翌年鞍馬寺から毘沙門天の分霊を迎えて鞍馬弘教に改宗し、郡上別院となった。現在は境内で善光寺会館という民宿が営まれている。
寺内には釈迦三尊を祀る臍の堂のほか、郡上八幡城の人柱を祀るおよし観音がある。